# 大藪駅
大藪駅（おおやぶえき）は、福岡県田川市大字川宮にある平成筑豊鉄道糸田線の駅である。駅番号はHC54。
ディスカウントストア「MrMax」を運営する株式会社ミスターマックスがネーミングライツを取得し、2009年（平成21年）4月1日より愛称付きの駅名がMrMax大藪駅となっていて、取得4駅の中では店舗直近駅でもある（田川バイパス店）。

## 歴史
現在の駅と同じ場所に同名の貨物駅が存在していた。

### 年表
- 1897年（明治30年）10月20日：九州鉄道の貨物駅大藪駅が開業[3]。
- 1907年（明治40年）7月1日：九州鉄道が国有化[3]。帝国鉄道庁の駅となる。
- 1954年（昭和29年）4月1日：廃止[3]。
- 1990年（平成2年）10月1日：現在の駅が開業[1]。
- 2009年（平成21年）4月1日：ネーミングライツにより「MrMax」の愛称（副駅名）が付く[2]。

## 駅構造

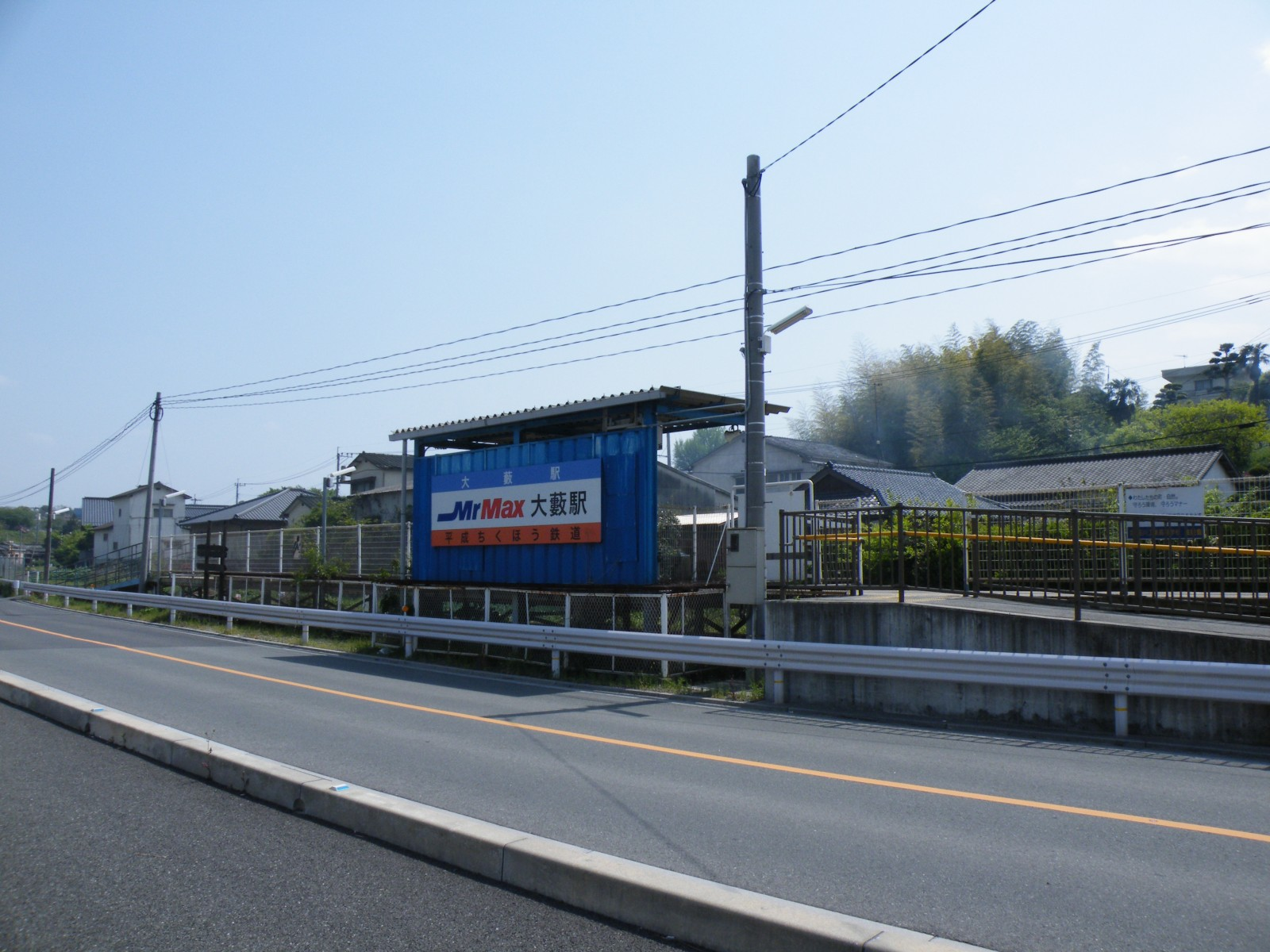
ホーム外側（2010年5月）

単式ホーム1面1線を持つ地上駅。無人駅である。並行する道路からはスロープ経由でホームに出入り可能。ホームがカーブ上にあるため、列車はかなり傾いて停車する。

## 利用状況
2019年度の1日平均乗降人員は268人である。
| 年度   | 1日平均 乗降人員 |
| ------ | ---------------- |
| 2008年 | 382              |
| 2009年 | 404              |
| 2010年 | 376              |
| 2011年 | 358              |
| 2012年 | 332              |
| 2013年 | 298              |
| 2014年 | 316              |
| 2015年 | 296              |
| 2016年 | 290              |
| 2017年 | 284              |
| 2018年 | 266              |
| 2019年 | 268              |

## 駅周辺
- 田川市立大薮小学校
- 大藪郵便局
- 大藪団地
- 田川地区シルバー人材センター
- サンリブ田川店
- ハイパーモールメルクス田川
- MrMax田川バイパス店
- ルミエール田川店
- 福岡県立田川科学技術高等学校
- 松尾製菓・チロルチョコアウトレットショップ
- 福岡トヨペット田川営業所
- 田川市立図書館
- ヤマダ電機テックランド田川店
- 国道201号
- 福岡県道457号川宮伊田線

## 隣の駅
平成筑豊鉄道
■糸田線
糸田駅 (HC53) - 大藪駅 (HC54)  - 田川後藤寺駅 (HC55)